# Bailey Brandtman
Bailey Brandtman (Sydney, 28 giugno 2005) è un calciatore australiano, attaccante del C.C. Mariners.

## Carriera

### Club
È cresciuto nel settore giovanile del C.C. Mariners, con cui ha firmato il primo contratto il 30 ottobre 2023. Ha debuttato in prima squadra il 27 gennaio 2024 nell'incontro di A-League Men vinto 2-0 contro il Brisbane Roar ed il 5 novembre seguente ha segnato il suo primo nell'incontro di AFC Cup contro lo Shanghai Shenhua fissando il punteggio sul 2-2 al 95'

### Nazionale
Ha giocato con la nazionale giovanile australiana Under-20.

## Statistiche

### Presenze e reti nei club
Statistiche aggiornate al 20 febbraio 2025.
| Stagione        | Squadra         | Campionato      | Campionato | Campionato | Coppe nazionali | Coppe nazionali | Coppe nazionali | Coppe continentali | Coppe continentali | Coppe continentali | Altre coppe | Altre coppe | Altre coppe | Totale | Totale | Totale |
| Stagione        | Squadra         | Comp            | Pres       | Reti       | Comp            | Pres            | Reti            | Comp               | Pres               | Reti               | Comp        | Pres        | Reti        | Pres   | Reti   |        |
| --------------- | --------------- | --------------- | ---------- | ---------- | --------------- | --------------- | --------------- | ------------------ | ------------------ | ------------------ | ----------- | ----------- | ----------- | ------ | ------ | ------ |
| 2023            | C.C.M. Academy  | NPL             | 19         | 2          | -               | -               | -               | -                  | -                  | -                  | -           | -           | -           | 19     | 2      |        |
| 2023-2024       | C.C. Mariners   | AL              | 5          | 0          | CA              | 0               | 0               | AFC Cup            | 3                  | 0                  | -           | -           | -           | 8      | 0      |        |
| 2024-2025       | C.C. Mariners   | AL              | 10         | 0          | CA              | 1               | 0               | ACL                | 7                  | 2                  | -           | -           | -           | 18     | 2      |        |
| Totale carriera | Totale carriera | Totale carriera | 34         | 2          |                 | 1               | 0               |                    | 10                 | 2                  |             | -           | -           | 45     | 4      |        |

## Palmarès

### Club

#### Competizioni nazionali
- Campionato australiano: 1

2023-2024

#### Competizioni internazionali
- Coppa dell'AFC: 1

2023-2024